# Petrogale rothschildi
Petrogale rothschildi é uma espécie de marsupial da família Macropodidae. É endêmica da Austrália, onde é restrita à Austrália Ocidental.